# Шароев, Антон Георгиевич
Антон Георгиевич Шароев (7 мая 1929, Баку — 6 октября 2021, Тюмень) — советский и российский дирижёр и скрипач. Основатель и руководитель Киевского камерного оркестра (1963—1969, 1976—1987). Художественный руководитель и главный дирижёр оркестра «Камерата Сибири» (1998—2021). Заслуженный деятель искусств УССР (1986), Заслуженный деятель искусств Российской Федерации (2005).

## Биография
Сын пианиста Георгия Шароева и деятеля советского телевидения Валентины Шароевой, брат режиссёра Иоакима Шароева. По утверждению самого Шароева, его отец был внебрачным сыном певца Иоакима Тартакова, а тот, в свою очередь, — внебрачным сыном Антона Рубинштейна.
Отец хотел сделать из Антона пианиста, однако в девять лет он самовольно перешёл на скрипку. Окончил Центральную музыкальную школу в Москве, затем Московскую консерваторию по классу скрипки А. И. Ямпольского, занимался также дирижированием у Николая Аносова. Согласно доносу матери Шароева, обращённому в ЦК ВЛКСМ (1950), причиной недостаточно успешной сольной карьеры Шароева стало засилье евреев в Московской консерватории.
В 1948—1956 гг. играл вторую скрипку в Квартете имени Чайковского вместе с Юлианом Ситковецким, Рудольфом Баршаем и Яковом Слободкиным. В 1963—1969 гг. и затем вновь в 1976—1987 гг. возглавлял Киевский камерный оркестр.
В 1998 г. стал первым руководителем созданного в Тюмени камерного оркестра «Камерата Сибири». Широкий резонанс получили осуществлённые Шароевым концертные исполнения забытой оперы Дмитрия Бортнянского «Алкид» (1984, Киев) и духовной оперы Антона Рубинштейна «Христос» (2001, Тюмень), партитуру которой ему удалось разыскать в Германии; телерадиокомпанией «Регион-Тюмень» снят об этом документальный фильм. 12 декабря 2008 г. в Перми прошла мировая сценическая премьера этого произведения.
В 2014 году подписал Коллективное обращение деятелей культуры Российской Федерации в поддержку политики президента РФ В. В. Путина на Украине и в Крыму.
Заслуженный деятель искусств УССР (1986). Заслуженный деятель искусств России (2005). Кавалер Ордена Дружбы (2010). В 2017 году награждён Почётной грамотой Президента Российской Федерации за большие заслуги в развитии отечественной культуры и искусства, средств массовой информации, многолетнюю плодотворную деятельность.
Дочери: Елена Антоновна, 1956 г. р. , Наталья Антоновна, 1961 г. р. , Мария Антоновна, 1978 г. р.
Скончался 6 октября 2021 года на 93-м году жизни в Тюмени. Похоронен в Москве на Востряковском кладбище.